# Seymour Cray

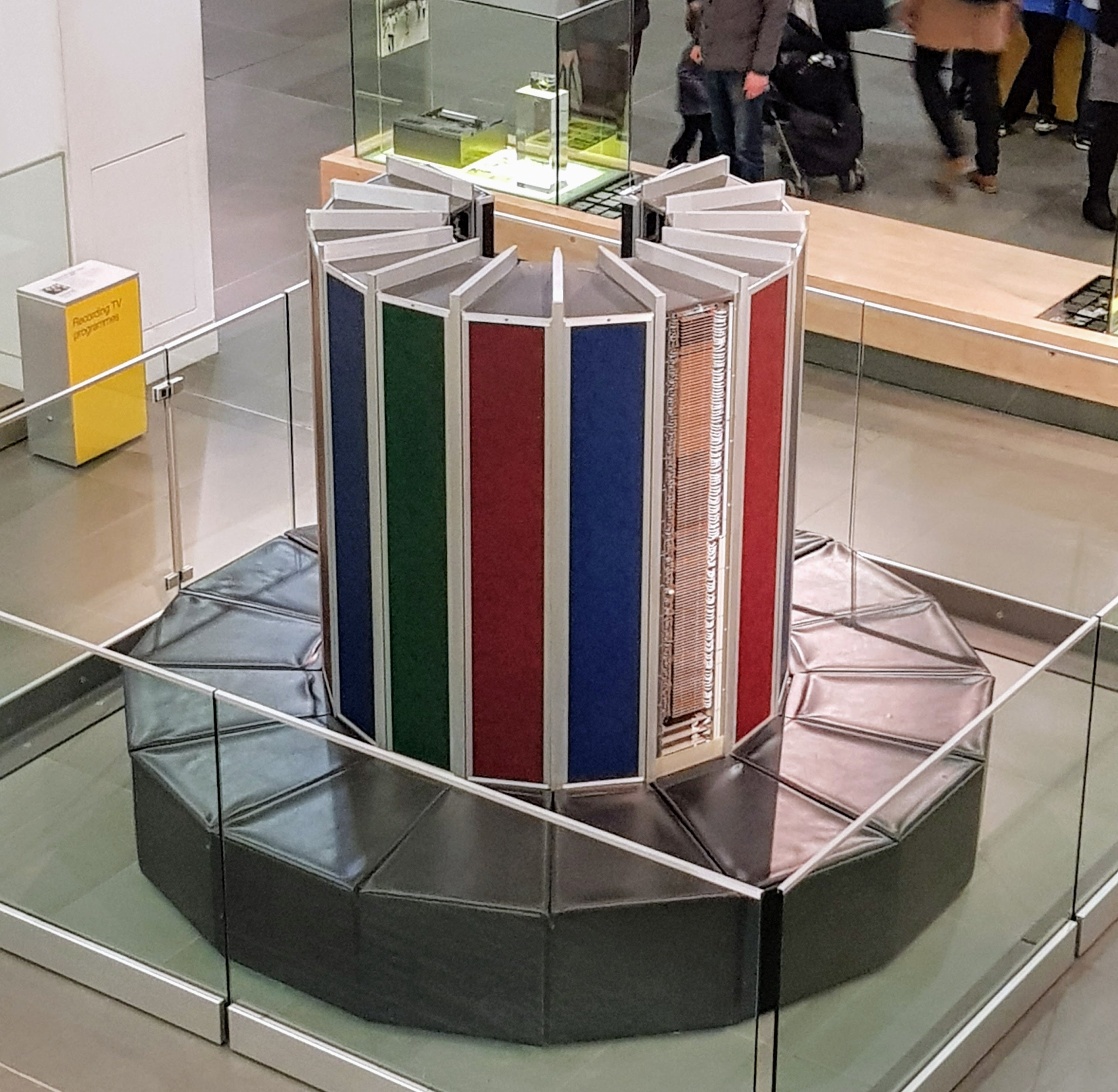
Cray-1.

Seymour Cray, född 28 september 1925 i Chippewa Falls, Wisconsin, USA, död 5 oktober 1996 i Colorado Springs, Colorado, var en amerikansk ingenjör inom elektroteknik och den ledande konstruktören av Cray-1, en superdator från mitten av 1970-talet. Han grundade Cray Research, Inc. och kallas "superdatorns fader", samt tillskrivs att ha skapat superdatorindustrin.

## Biografi
Cray var son till Seymour R. och Lillian Cray. Hans far var civilingenjör och stödde Crays intresse för vetenskap och ingenjörsvetenskap. Redan vid tio års ålder kunde han bygga en enhet av Erector Set-komponenter som konverterade en stansad hålremsa till morsesignaler. Källaren i familjehemmet lämnades åt den unge Cray som ett "laboratorium".
Cray utexaminerades från Chippewa Falls High School 1943 innan han blev inkallad i andra världskriget som radiooperatör. Han placerades i Europa och flyttades sedan till Stillahavsfronten där han arbetade med att tolka japanska marinkoder. När han återvände till USA avlade han en kandidatexamen i elektroteknik vid University of Minnesota, följt av en masterexamen i tillämpad matematik 1951. 
Cray gifte sig med Verene Voll 1947. De hade känt varandra sedan barndomen. Hon var dotter till en metodistpastor, precis som Crays mor, och Verene arbetade som nutritionist. De fick tre barn och skiljde sig omkring 1978.
Cray undvek publicitet, och det finns ett antal ovanliga berättelser om hans liv utanför jobbet, kallade "Rollwagenisms", från dåvarande VD för Cray Research, John A. Rollwagen. Han tyckte om skidåkning, vindsurfning, tennis och andra sporter. Ett annat favorittidsfördriv var att gräva en tunnel under sitt hem; han tillskrev hemligheten bakom sin framgång till "besök av älvor" medan han arbetade i tunneln: "Medan jag gräver i tunneln kommer älvorna ofta till mig med lösningar på mitt problem."
Cray dog den 5 oktober 1996, två veckor efter att han på motorvägen blivit påkörd i sin bil, som vid olyckan voltade flera gånger.

## Karriär och vetenskapligt arbete

### Engineering Research Associates
År 1951 började Cray arbeta på Engineering Research Associates (ERA) i Saint Paul, Minnesota. ERA hade bildats ut ur ett tidigare amerikanska marinlaboratoriet som hade byggt kodmaskiner, en tradition ERA bar på från begynnelsen av sådan teknik. ERA gick över till datorteknik i ett liknande skede, men hade tidigare även arbetat inom en rad olika grundläggande ingenjörsområden. Cray kom snabbt att betraktas som en expert på digital datorteknik, särskilt efter hans designarbete på ERA 1103, den första kommersiellt framgångsrika datorn för vetenskapligt bruk.

### Control Data Corporation
Cray, tillsammans med William Norris, blev senare missnöjd med ERA och knoppades då av som Sperry Rand. År 1957 grundade de ett nytt företag, Control Data Corporation.
År 1960 hade han slutfört utformningen av CDC 1604, en förbättrad lågkostnads-ERA 1103 som hade imponerande prestanda för sitt pris. Crays önskan var emellertid att "producera den största [snabbaste] datorn i världen". Så efter att ha utfört grundläggande designarbete på CDC 3000-serien lämnade han över detta till andra och fortsatte att arbeta på CDC 6600. Ändå började flera specialfunktioner i 6600 först dyka upp i 3000-serien.
Även om 6600 när det gäller hårdvara inte var i framkant, investerade Cray betydande ansträngningar i maskinens konstruktion i ett försök att göra det möjligt för den att köra så snabbt som möjligt. Till skillnad från de flesta avancerade projekt insåg Cray att det fanns betydligt mer av prestanda än enkel processorhastighet, att I/O-bandbredd också måste maximeras för att undvika att "svälta" processorn på data att processa. Han noterade senare "Vem som helst kan bygga en snabb CPU. Tricket är att bygga ett snabbt system."
6600 var den första kommersiella superdatorn, som med bred marginal överträffade allt som då fanns tillgängligt. Även om den var dyr, så fanns det inget annat på marknaden som kunde konkurrera för dem som behövde den absolut snabbaste datorn.

### CDC:s Laboratorium Chippewa Falls
Det nya Chippewa Lab inrättades under mitten av 6600-projektet, även om det inte verkar ha försenat projektet. Efter att 6600 levererades var efterföljaren CDC 7600-systemet nästa produkt som utvecklades i Chippewa Falls och erbjöd toppberäkningshastigheter på tio gånger mera än 6600. Den misslyckade uppföljningen av 7600, CDC 8600, var projektet som slutligen 1972 avslutade hans framgångsrika arbete vid CDC.

### Cray Research
Cray startade Cray Research i ett nytt laboratorium i samma Chippewafastighet och ett år senare investerade Norris 250 000 USD i start-up-pengar.
Efter flera års utveckling släpptes deras första produkt 1976 som Cray-1. I likhet med tidigare konstruktioner av Cray kännetecknades Cray-1 av att hela datorn var snabb, i motsats till bara processorn. När den släpptes slog den lätt nästan alla maskiner när det gäller hastighet, inklusive STAR-100 som hade slagit 8600. Den enda maskinen som kunde arbeta på samma nivå var ILLIAC IV, en specialiserad maskin i ett exemplar som sällan fungerade nära sin maximala prestanda, förutom på mycket specifika uppgifter. I allmänhet slog Cray-1 vad som helst på marknaden med bred marginal.
Maskinen med serienummer 001 "lånades" till Los Alamos National Laboratory 1976 och den sommaren såldes det första fullständiga systemet till National Center for Atmospheric Research (NCAR) för 8,8 miljoner USD. Företagets tidiga uppskattningar hade gått ut på att de skulle kunna sälja ett dussin sådana maskiner, baserat på försäljning av liknande maskiner från CDC-eran, så priset fastställdes i enlighet därmed. Så småningom såldes långt över 80 stycken Cray-1:s, vilket blev en stor ekonomisk framgång för företaget, och Crays innovationer med superdatorer gav honom smeknamnet "Trollkarlen från Chippewa Falls".
Det var dock inte lika enkelt att följa upp denna framgång. Medan Cray arbetade på Cray-2, levererade andra team två-processorn Cray X-MP, vilket var en annan stor framgång och senare X-MP med fyra processorer. När Cray-2 slutligen släpptes efter sex års utveckling var den bara marginellt snabbare än X-MP. 
När Cray-3-projektet startade fann han sig återigen "besvärad" för mycket med dagliga uppgifter. För att koncentrera sig på design lämnade Cray vd-posten för Cray Research 1980 för att bli en oberoende entreprenör. År 1988 flyttade han Cray 3-projektet från Chippewa Falls till ett laboratorium i Colorado Springs, Colorado. År 1989 stod Cray inför en upprepning av historien när Cray-3 började stöta på svårigheter. En uppgradering av X-MP med höghastighetsminne från Cray-2 var under utveckling och verkade göra verkliga framsteg, och återigen stod ledningen inför två projekt och begränsade budgetar. De bestämde sig så småningom för att ta den säkrare vägen och släppte den nya designen som Cray Y-MP.

### Cray Computer Corporation

Logotyp för Cray Computer Corporation

Cray bestämde sig för att knoppa av Colorado Springs laboratorium för att bilda Cray Computer Corporation. Denna nya enhet tog Cray-3-projektet med sig. 
Cray-3 på 500 MHz visade sig vara Crays andra stora misslyckande. För att ge den tiofaldiga prestandaökning som han alltid krävde av sina nyaste maskiner bestämde Cray att maskinen skulle behöva byggas med galliumarsenidhalvledare.  I det här fallet utvecklade Cray varje del av maskinen, även chipen inuti den. Teamet kunde också få maskinen att fungera och levererade sitt första exempel till NCAR den 24 maj 1993.
År 1995 hade det inte sålts någon ytterligare av Cray-3, och slutet av kalla kriget gjorde det osannolikt någon skulle köpa Cray-4. Företaget fick slut på pengar och ansökte om konkurs den 24 mars 1995.
Cray startade ett nytt företag, SRC Computers, och påbörjade konstruktionen av sin egen massiva parallellmaskin. Den nya designen inriktades på kommunikation och minnesprestanda, flaskhalsen som hindrade många parallella mönster. Designen hade precis börjat när Cray plötsligt dog till följd av en bilolycka. SRC Computers fortsatte att utvecklas och specialiserade sig på omkonfigurerbar databehandling. 

## Utmärkelser och hedersbetygelser
- W. Wallace McDowell Award,  1968
- Harry H. Goode Memorial Award,  1972[2]
- Howard N. Potts-medaljen,  1979[3]
- Eckert–Mauchly Award,  1989[4]
- National Inventors Hall of Fame,  1997[5]
- IEEE Ernst Weber Engineering Leadership Recognition

[Redigera Wikidata]
- IEEE Computer Society's Seymour Cray Computer Engineering Award,[31] som instiftades i slutet av 1997, och utdelas för innovativa bidrag till högpresterande datorsystem som exemplifierar Crays kreativa anda.